# Kung Fu Dino Posse
Kung Fu Dino Posse (쿵푸 공룡 수호대) est une série télévisée d'animation créée par Peter M. Lenkov. Il s'agit d'une coproduction réalisée entre le Canada, la Corée du Sud, Singapour et l'Allemagne.
Il a été produit par Cookie Jar Entertainment Inc., Sunwoo Entertainment Co. Ltd., Sunwoo Asia-Pacific Pte. Ltd. et Optix Entertainment GmbH.
En Corée du Sud, il a été créé le 12 novembre 2009 sur KBS1. Au Royaume-Uni, il a été créé sur CITV le 2 octobre 2010. Dans le passé, il a également été diffusé sur Starz Kids & Family aux États-Unis et sur YTV et Vrak (doublage canadien-français) au Canada.

## Personnages

### Les héros principaux
- Kane (케인) : Un Tyrannosaurus rex vert et le chef du Posse. Il est le plus têtu (peut-être trop têtu) et le plus confiant du Posse, et son cœur juste ne laissera pas Skor s'en tirer avec ses plans diaboliques. Parfois, il peut devenir un peu trop sérieux avec la tâche à accomplir, et sa fierté peut prendre le dessus sur lui dans certaines situations, mais il est un leader naturel et sera le premier à la rescousse lorsque ses amis sont en difficulté. Apparemment, il préfère les passe-temps plus calmes (auparavant, il n'aimait pas la musique forte) et il est encore moins familier avec le monde moderne.
- Lucy (루시) : Un Triceratops jaune et la seule fille du Posse. Elle est assez résiliente, calme, sereine et peut suivre et appliquer les ordres de Kane sans hésitation, mais peut être assez sarcastique. Elle est assez mondaine et connaît bien l’époque des dinosaures et l’ère moderne. Elle est apparemment plutôt intéressée par les « trucs de filles » à l'ère moderne, comme avoir des « discussions entre filles », et ses manières et sa personnalité le reflètent également, elle est parfois ennuyée par les remarques ou les actions immatures de Jet et Chow.
- Jet (제트) : Un ptéranodon orange. Se présente comme le plus intelligent et (moderne) mondain du Posse, notamment en termes de langage (se référant à beaucoup de gens sous le nom de « Dudes »). Il se révèle impoli, quelque peu idiot et comique, et plein de lui-même, mais peut être utile et prompt à dissimuler une situation avec des mots à ceux qui ne le savent pas. Parfois, il peut être assez précipité, ce qui lui vaut d'être capturé ou d'avoir des ennuis, généralement parce qu'il essaie de commander le Posse et de prendre les commandes de Kane.
- Chow (차우) : Un stégosaure rouge qui a un appétit vorace. Le dinosaure le plus grand et le plus fort physiquement du Posse, et pas exactement le dinosaure le plus intelligent du marché et peut paraître quelque peu maladroit et naïf, et le plus souvent, son appétit prend le dessus sur lui, mais il est très amical et gentil. , dinosaure, ne lui cache pas de la nourriture. Il semble assez prompt à s'adapter et à imiter les personnalités et les manières de différentes personnes et de nouvelles situations.

### Amis du héros
- Edgar Chudley (« Gang Udi » (강우디) dans la version coréenne) : Il aide le Posse avec ses connaissances en mathématiques, sciences et technologies. Parfois, ses connaissances et sa réflexion excessive sont trop pour le Posse. Il vit au musée avec le groupe.
- Polly : (« Sunwoo Yuri » (선우 유리) dans la version coréenne) Un autre ami du groupe, qui étudie dans le domaine de la paléontologie. Edgar a le béguin pour elle.

### Caractères secondaires
- Agatha Dimplecorn : (« Grand-mère Sarah » (사라할머니) dans la version coréenne) C'est une dame âgée qui chahute souvent (involontairement) avec le Kung Fu Dino Posse.
- Professeur Sherman Daniels (« Dr. Seonwoo » (선우 박사) dans la version coréenne) : grand-père de Polly et conservateur du musée.

### Antagonistes
- Skor (« Seuko » (스코) dans la version coréenne) : Le principal antagoniste de la série et frère aîné de Skrap, il ordonne généralement à Skrap et à ses autres serviteurs de faire son sale boulot, comme voler des cristaux au Posse, pendant qu'il reste dans son antre. Bien que Skor et Skrap soient tous deux appelés « rapaces » dans le premier épisode, ils ont tous deux des volants au cou semblables au Dilophosaurus représenté dans le film Jurassic Park de 1993.
- Skrap (« Tako » (타코) dans la version coréenne) : le frère cadet de Skor, moins intelligent, qui accepte à contrecœur les ordres de son frère pour faire son sale boulot. Son incompétence régulière dans les tâches déçoit et agace Skor.

### Doublage
| Personnage                             | Voix coréenne   | Voix anglaise  | Voix québécoise             |
| -------------------------------------- | --------------- | -------------- | --------------------------- |
| Kane                                   | Um Sang-hyun    | Matthew Gorman | Pierre-Etienne Rouillard    |
| Lucy                                   | Kim Seon-hye    | Laura Kolisnyk | Émilie Bibeau               |
| Jet                                    | Yang Seok-jeong | Nolan Balzer   | Hugolin Chevrette-Landesque |
| Chow                                   | Hong Jin-wook   | Brent Hirose   | Tristan Harvey              |
| Edgar Chudley/Gang Udi                 | Kim Ji-hye      | Simon Miron    | Nicholas Savard L'Herbier   |
| Polly/Sunwoo Yuri                      | Seo Ji-yeon     | Amy Tang       | Julie Beauchemin            |
| Agatha Dimplecorn/Grand-mère Sarah     | Cho Jin-sook    | Gloria Nikkel  | Julie Burroughs             |
| Professeur Sherman Daniels/Dr. Seonwoo | Nam Doh-yeong   | ?              | ?                           |
| Skor/Seuku                             | Hong Si-ho      | Carey Smith    | Stéphane Rivard             |
| Skrap/Tako                             | Baek Seung-chul | Kevin Michele  | Hugolin Chevrette-Landesque |

- Directeur de plateau : François Asselin, Johanne Garneau, Manuel Tadros, Natalie Hamel-Roy
- Studio : Vision Globale (CitéLab)
- Producteur : Coproduction internationale
- Distributeur : Vrak TV

 Source et légende : version québécoise (VQ) sur Doublage.qc.ca

## Épisodes
| no | Titre coréen (et transcription Hanja)                    | Traduction française                               | Titre anglais  | Titre de l'épisode en VQ | 1re diffusion (au Corée du Sud) | 1re diffusion (au Pays anglophones) | 1re diffusion (au Canada (français)) |
| -- | -------------------------------------------------------- | -------------------------------------------------- | -------------- | ------------------------ | ------------------------------- | ----------------------------------- | ------------------------------------ |
| 01 | 우리는 쿵푸 공룡 수호대 Ulineun kungpu gonglyong suhodae | Nous sommes les gardiens des dinosaures du Kung Fu | Meet the Posse | -                        | 12/11/2009                      | 02/10/2010 (Royaume-Uni)            | -                                    |
| 02 | 무시무시한 꼬맹이 우디                                   |                                                    |                | -                        | 19/11/2009                      |                                     | -                                    |
| 03 |                                                          |                                                    |                | -                        |                                 |                                     | -                                    |
| 04 |                                                          |                                                    |                |                          |                                 |                                     |                                      |
| 05 |                                                          |                                                    |                |                          |                                 |                                     |                                      |
| 06 |                                                          |                                                    |                |                          |                                 |                                     |                                      |
| 07 |                                                          |                                                    |                |                          |                                 |                                     |                                      |
| 08 |                                                          |                                                    |                |                          |                                 |                                     |                                      |
| 09 |                                                          |                                                    |                |                          |                                 |                                     |                                      |
| 10 |                                                          |                                                    |                |                          |                                 |                                     |                                      |
| 11 |                                                          |                                                    |                |                          |                                 |                                     |                                      |
| 12 |                                                          |                                                    |                |                          |                                 |                                     |                                      |
| 13 |                                                          |                                                    |                |                          |                                 |                                     |                                      |
| 14 |                                                          |                                                    |                |                          |                                 |                                     |                                      |
| 15 |                                                          |                                                    |                |                          |                                 |                                     |                                      |
| 16 |                                                          |                                                    |                |                          |                                 |                                     |                                      |
| 17 |                                                          |                                                    |                |                          |                                 |                                     |                                      |
| 18 |                                                          |                                                    |                |                          |                                 |                                     |                                      |
| 19 |                                                          |                                                    |                |                          |                                 |                                     |                                      |
| 20 |                                                          |                                                    |                |                          |                                 |                                     |                                      |
| 21 |                                                          |                                                    |                |                          |                                 |                                     |                                      |
| 22 |                                                          |                                                    |                |                          |                                 |                                     |                                      |
| 23 |                                                          |                                                    |                |                          |                                 |                                     |                                      |
| 24 |                                                          |                                                    |                |                          |                                 |                                     |                                      |
| 25 |                                                          |                                                    |                |                          |                                 |                                     |                                      |
| 26 |                                                          |                                                    |                |                          |                                 |                                     |                                      |
| 27 |                                                          |                                                    |                |                          |                                 |                                     |                                      |
| 28 |                                                          |                                                    |                |                          |                                 |                                     |                                      |
| 29 |                                                          |                                                    |                |                          |                                 |                                     |                                      |
| 30 |                                                          |                                                    |                |                          |                                 |                                     |                                      |
| 31 |                                                          |                                                    |                |                          |                                 |                                     |                                      |
| 32 |                                                          |                                                    |                |                          |                                 |                                     |                                      |
| 33 |                                                          |                                                    |                |                          |                                 |                                     |                                      |
| 34 |                                                          |                                                    |                |                          |                                 |                                     |                                      |
| 35 |                                                          |                                                    |                |                          |                                 |                                     |                                      |
| 36 |                                                          |                                                    |                |                          |                                 |                                     |                                      |
| 37 |                                                          |                                                    |                |                          |                                 |                                     |                                      |
| 38 |                                                          |                                                    |                |                          |                                 |                                     |                                      |
| 39 |                                                          |                                                    |                |                          |                                 |                                     |                                      |
| 40 |                                                          |                                                    |                |                          |                                 |                                     |                                      |

## Diffussion
- Corée du Sud : KBS1
- Singapour : Mediacorp
- Allemagne : ZDF, KiKA, AXN
- Canada : YTV, Vrak
- Royaume-Uni : CITV
- Australie : Network 10
- États-Unis : Starz